# Ciuchcia
Ciuchcia – program telewizyjny dla dzieci emitowany w TVP1 od 5 października 1990 do 16 czerwca 2000. Głównymi bohaterami programu byli profesor Ciekawski (grany przez autora programu Andrzeja Grabowskiego) oraz dwie kukiełki: Kulfon, pochodzący z planety Kulfocentauris (głosu użyczył mu Mirosław Wieprzewski) i żaba Monika (Zbigniew Poręcki).
Ściśle związany z programem był również miesięcznik o tej samej nazwie (wydawany od 1994 roku). (Redaktor naczelny Andrzej Grabowski) Postacie z programu stały się również bohaterami dwóch seriali animowanych Kulfon, co z ciebie wyrośnie? i Bardzo przygodowe podróże Kulfona.
Program zaczynał się od piosenki, która została zmieniona w połowie lat 90. Obie piosenki śpiewały Fasolki, a muzykę napisał Krzysztof Marzec.
Program miał stałe punkty:
- „Piosenki i inne dźwięki” - piosenki
- „Teatrzyki Kulfona i Moniki”
- „Kulfoniasty klub filmowy” - fragmenty filmów (głównie animowanych)
- „Książka przyjacielem Kulfona” - książki dla dzieci
- „Pani Kredka” - kącik plastyczny, jako Pani Kredka występowała Magda Jasny
- „Rebuś” - rebusy, łamigłówki, zagadki, jako Rebuś występował Piotr Pręgowski
- „Kłopotki” - pomocne rady
- „Ciuchciopodróże, małe i duże” - materiały poza studiem
- „Myśl-wymyśl” - zabawy umysłowe, rozwijające wyobraźnię

Często śpiewaną piosenką było Kulfon, co z ciebie wyrośnie:
Kulfon, Kulfon, co z ciebie wyrośnie?!
Martwię się już od tygodnia.
Zębów nie myjesz, kolegów wciąż bijesz,
dziurę masz w najnowszych spodniach!
Nikt jeszcze nie wie, co ze mnie wyrośnie:
gruszki na wierzbie, czy śliwki na sośnie.
Sam jeszcze nie wiem, czy będę strażakiem,
cieślą, piekarzem czy "niebieskim ptakiem".
Kulfon, Kulfon, pomysły masz straszne,
grzeczny bądź wreszcie i miły.
Po co stryjkowi obgryzłeś guziki,
nie mam do ciebie już siły.
Sam jeszcze nie wiem, co ze mnie wyrośnie:
gruszki na wierzbie, czy śliwki na sośnie.
Dziś mam ochotę zostać maszynistą,
może jednak w końcu zostanę dentystą,
albo artystą, albo hutnikiem z dobrym wynikiem,
albo naleśnikiem
A może po prostu będę Kulfonem!

Ciuchcia organizowała akcję „Złotówka dla Chrząstówka”. Dzięki niej oraz pomocy telewidzów zbudowano w Chrząstówku, koło Człuchowa, ośrodek dla dzieci niepełnosprawnych „Dwa Serca” wraz ze stadniną koni. W 2004 roku doszło do pożaru ośrodka i do dziś nie ukończono prac remontowych. W 2008 roku obiekt został wystawiony na licytację przez komornika Sądu Rejonowego w Człuchowie, zakończoną brakiem ofert kupna.